# Caroline Wichern
Caroline Wichern, née le 13 septembre 1836 à Hambourg et morte le 19 mars 1906 à Horn, est une compositrice et professeur de musique allemande.

## Biographie
Caroline Wichern, née le 13 septembre 1836 à Hambourg, est la fille aînée du théologien protestant et réformateur social Johann Hinrich Wichern. Elle montre dans son enfance des dons pour l'improvisation. Elle suit son père appelé à Berlin où elle étudie la théorie musicale et la composition avec Weitzmann (en). Puis elle reste dix ans à Londres et à Manchester où elle a été directrice musicale du Victoria College et du Kindergarden Training College,,. Elle retourne à Hambourg en 1896. Elle est ensuite directrice musicale de la Rauhes Haus (en) à Hambourg  où elle partage son temps entre l'enseignement et la composition.
Elle meurt à Horn le 19 mars 1906.

## Œuvres
Elle a écrit et publié des chansons dont une collection de chants de Noël.
- Consecrated melodies
- Being Favourite Secular Tunes with Sacred Works (Londres, 1897)
- 25 ein- und zweist. Lieder für kleine und grosse Kinder (Leipzig et londres, n.d.)
- Twenty-Two Songs in One and Two Parts for Children Old and Young (Traduites par Lady Macfarren, Miss Marie Liebert et autres ; Londres, 1883).
- Alte und neue Weihnachtslieder für Schule und Haus